# Moto Guzzi Galletto-serie
De Moto Guzzi Galletto was een scooter van het Italiaanse merk Moto Guzzi uit de jaren vijftig en -zestig. In de loop van de jaren werd de cilinderinhoud vergroot van 160-, via 175- naar 192 cc.

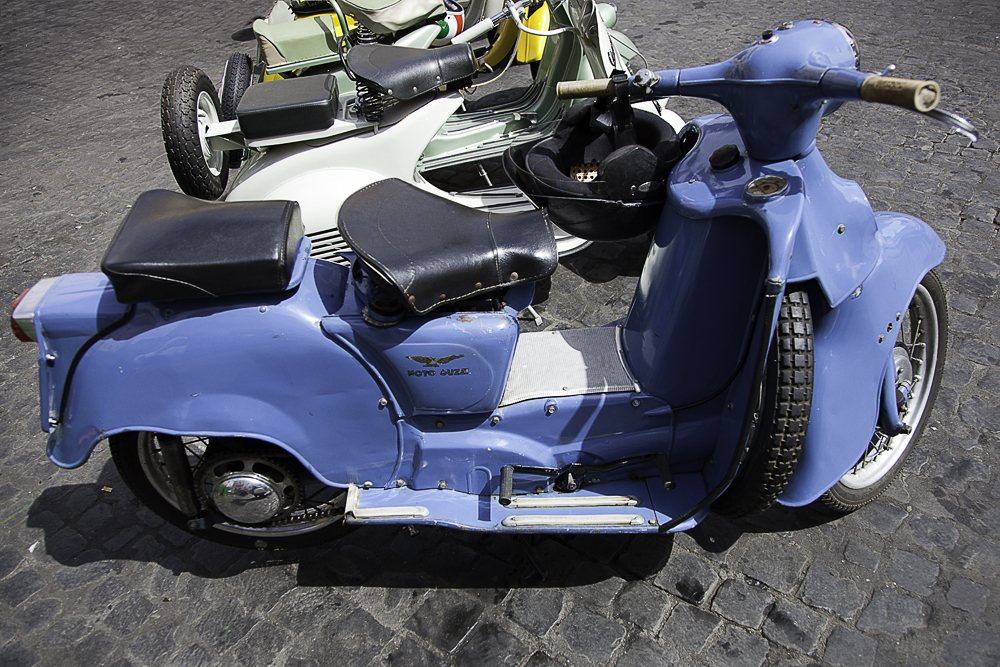
Galletto 192 uit de laatste serie, met schokdempers achter het achterwiel.

## Voorgeschiedenis
Moto Guzzi had al vanaf 1921 eencilinder viertaktmotoren met een liggende cilinder geproduceerd. Aanvankelijk waren dat uitsluitend 500 cc modellen, maar al in de crisisjaren had men de behoefte gevoeld lichtere en vooral goedkopere motorfietsen te produceren. Dat resulteerde in de jaren dertig in de P-serie. Na de Tweede Wereldoorlog ontstond die behoefte opnieuw. Moto Guzzi bracht hierop de 65 cc Motoleggera 65 op de markt, maar juist in Italië kwam onder aanvoering van de "Vespa" van het bedrijf Piaggio de scooter sterk op. Daarom besloot men ook bij Moto Guzzi een dergelijk voertuig te gaan leveren. Carlo Guzzi had zijn merk ooit opgericht om de "kwalen" die verschillende motorfietsmerken kenmerkten te elimineren en de goede eigenschappen samen te voegen in zijn motorfietsen. Hij benaderde zijn scooterconcept op dezelfde manier. De bescherming voor de berijder tegen de elementen en het gebruiksgemak trokken hem aan, net als de mogelijkheid een reservewiel te monteren. Maar juist de kleine wielen, die het voertuig zijn stabiliteit ontnamen, vond hij niet zo prettig.

## Galletto 160
Carlo Guzzi ontwierp dan ook geen scooter, maar een soort hybride tussen de scooter en de motorfiets. Omdat al sinds 1939 bijna alle modellen vogelnamen hadden gekregen, koos hij voor de naam "Galletto", dat "haantje" betekent. Het ontwerp was zeker minder elegant dan dat van de Vespa, die alle technische elementen verborgen hield onder zijn "carrosserie", en bovendien een bijna vlakke vloer en zeer elegante lijnen had. Men zou kunnen zeggen dat de Vespa zich richtte op niet-motorrijders die eenvoudig vervoer wilden en ook niet wilden sleutelen, terwijl de Moto Guzzi Galletto bedoeld was voor motorrijders die wel van de bescherming wilden profiteren, maar daarnaast juist een sleutelvriendelijk voertuig zochten. De verkoopaantallen waren voor Moto Guzzi bevredigend, maar stonden in geen verhouding tot de aantallen die Piaggio en Lambretta realiseerden. Dat was niet alleen te wijten aan het uiterlijk, maar zeker ook aan de veel hogere prijs van de Moto Guzzi. Dankzij de 160 cc motor was de Moto Guzzi wel veel sterker dan de Vespa. Een 125 cc Vespa leverde rond 1950 4,5 pk, de Moto Guzzi leverde 6 pk.

### Motor
Zoals gezegd was de motor de (voor Moto Guzzi gebruikelijke) liggende eencilinder kopklepmotor. Het eerste type, dat in 1950 in Genève werd voorgesteld, had nog een 150 cc motor, maar de uiteindelijke versie mat 160 cc. De hele motor (carter, cilinder en cilinderkop) bestond uit aluminium. Er was een dry-sump smeersysteem toegepast. De kleppen werden bediend door stoterstangen en tuimelaars. De motor had een buitenliggend vliegwiel, maar dat werd door het plaatwerk afgedekt. Er was een vliegwiel-magneetontsteking aan boord, maar de vervroeger werkte nog manueel. De krukas draaide in naaldlagers.

### Aandrijflijn
De primaire aandrijving gebeurde door tandwielen, er was een meervoudige droge plaatkoppeling aan boord en een voetgeschakelde versnellingsbak met drie versnellingen. Het achterwiel werd aangedreven door een ketting.

### Rijwielgedeelte
Het plaatwerkframe bestond grotendeels uit aluminium. Het voorste deel was een rechtopstaand stuk plaat waarin de brandstoftank was geïntegreerd, evenals het balhoofd. Het was vastgeschroefd aan een tunnel die de motor afdekte. De achterbrug was daar weer aan vastgeschroefd. De achtervering werd verzorgd door een schroefverenpakket dat horizontaal boven de versnellingsbak lag, zoals dat ook bij de Moto Guzzi Motoleggere-serie was gedaan. Aan de voorkant zat een geduwde schommelvoorvork. De machine rolde op 17 inch wielen, een duidelijk compromis tussen de kleine scooterwielen en de 19- à 20 inch motorfietswielen. Hierdoor waren ze klein genoeg om aan de voorkant het reservewiel kwijt te kunnen, en groot genoeg om comfortabel en betrouwbaar te sturen. De wielen waren uiteraard onderling uitwisselbaar, waarbij de remtrommels konden blijven zitten. De motor was bijna helemaal afgedekt en de beenschilden waren aan het voorste framedeel geschroefd. In 1951 werden al kleine wijzigingen aan het ontwerp aangebracht, zoals de meer golvende lijnen van de beenschilden, een ander schakelpedaal en een meer gewelfd achterspatbord.

## Galletto 175
Al in 1952 verscheen een nieuwe versie van de Galletto, met een aantal wijzigingen. Op de eerste plaats was de motor opgeboord tot 175,9 cc, waardoor hij nu 7 pk leverde. Er waren nu ook vier versnellingen aan boord. De krukas draaide niet meer in naaldlagers, maar in bronzen bussen en de cilinder was van gietijzer.

## Galletto 192
In 1954 werd de Galletto opnieuw herzien en nu kwam er een 192,5 cc motor. Dat gebeurde niet door de cilinder nog verder op te boren, maar door een krukas met een grotere slag in te bouwen. De vliegwielmagneet, die tot dan toe had gezorgd voor de elektriciteit, werd vervangen door een losse dynamo die boven op de motor zat. Een van de herkenningspunten was dan ook de iets hogere tunnel boven de motor, vanwege die dynamo. De Galletto 192 werd in 1961 nog eens gemodificeerd, met een andere voorkant, een ander stuur, ander achterspatbord en zweefzadel (óf een duozadel) en vooral de instelbare hydraulische schokdempers die achter het achterwiel zaten en de ouderwetse frictiedempers vervingen. Bovendien kreeg de machine een dynastart startmotor. Hoewel dat natuurlijk een zeer gebruiksvriendelijke voorziening was, bleek die dynastart een storingsgevoelig apparaat te zijn. Omdat de klanten zich steeds meer gingen wenden naar de compactie auto, kon de Galletto 192 het succes van zijn voorgangers niet evenaren. In 1966 ging hij uit productie en er kwam geen opvolger.

## Technische gegevens
| Moto Guzzi             | Galletto 160                       | Galletto 175                       | Galletto 192                           |
| ---------------------- | ---------------------------------- | ---------------------------------- | -------------------------------------- |
| Periode                | 1950-1952                          | 1952-1954                          | 1954-1966                              |
| Categorie              | Scooter                            | Scooter                            | Scooter                                |
| Motortype              | kopklepmotor                       | kopklepmotor                       | kopklepmotor                           |
| Bouwwijze              | Liggende eencilinder               | Liggende eencilinder               | Liggende eencilinder                   |
| Cilinder               | Aluminium                          | Gietijzer                          | Gietijzer                              |
| Cilinderkop            | Aluminium                          | Aluminium                          | Aluminium                              |
| Carburateur            | Dell’Orto MA 18 BS1                | Onbekend                           | Onbekend                               |
| Ontsteking             | Marelli of Filso vliegwielmagneet  | Bobine                             | Bobine                                 |
| boring                 | 62 mm                              | 65 mm                              | 65 mm                                  |
| slag                   | 53 mm                              | 53 mm                              | 58 mm                                  |
| Cilinderinhoud         | 160 cc                             | 175,9 cc                           | 192,5 cc                               |
| Smeersysteem           | Dry-sumpsysteem                    | Dry-sumpsysteem                    | Dry-sumpsysteem                        |
| Compressieverhouding   | 5,6:1                              | Onbekend                           | 6,4:1                                  |
| Max. Vermogen          | 6 pk bij 5.200 tpm                 | 7 pk                               | 7,5 pk bij 5.000 tpm                   |
| Topsnelheid            | ca. 80 km/h                        | 85 km/h                            | ca. 90 km/h                            |
| Primaire aandrijving   | Tandwielen                         | Tandwielen                         | Tandwielen                             |
| Koppeling              | Meervoudige natte platenkoppeling  | Meervoudige natte platenkoppeling  | Meervoudige natte platenkoppeling      |
| Versnellingen          | 3 Voetgeschakeld                   | 3 Voetgeschakeld                   | 3 Voetgeschakeld                       |
| Secundaire aandrijving | Ketting                            | Ketting                            | Ketting                                |
| frame                  | Plaatframe                         | Plaatframe                         | Plaatframe                             |
| Wielbasis              | 1310 mm                            | 1310 mm                            | 1310 mm                                |
| Vering vóór            | Schommelvoorvork                   | Schommelvoorvork                   | Schommelvoorvork                       |
| Vering achter          | Swingarm met frictiedempers        | Swingarm met frictiedempers        | Swingarm met hydraulische schokdempers |
| Wielen                 | 17” x 2.25                         | 17” x 2.25                         | 17” x 2.25                             |
| Banden                 | Vóór 17” x 2.75, achter 17” x 3.00 | Vóór 17” x 2.75, achter 17” x 3.00 | Vóór 17” x 2.75, achter 17” x 3.00     |
| Rem(men)               | simplexremmen vóór en achter       | simplexremmen vóór en achter       | simplexremmen vóór en achter           |
| Gewicht                | 107 kg                             | 107 kg                             | 107 kg                                 |
| Tankinhoud             | 7 Liter                            | 7 Liter                            | 7 Liter                                |
| Voorganger             | Geen                               | Galletto 160                       | Galletto 175                           |
| Opvolger               | Galletto 175                       | Galletto 192                       | Geen                                   |